# キム・ヒョンジュ
キム・ヒョンジュ（김현주、金賢珠、1977年4月24日 - ）は、韓国の女優である。檀国大学校映画演劇学科卒業。1996年にキム・ヒョンチョルのミュージック・ビデオに出演して芸能界にデビューした。

## 出演作品

### テレビドラマ
- 私が生きる理由（1997年、MBC） - プンス役
- レディ・ゴー!（1997年、MBC） - ナ・ミンジョン役
- 愛しか知らない（1998年、MBC） - ペク・ヨング役
- 愛してる愛してる（1998年、SBS） - イ・ジュヒ役
- 青春（1999年、MBC） - チャ・ウォニョン役
- キム家の最終戦争（1999年、MBC） - ジウン役
- ラブストーリー（1999年-2000年、SBS）第13回、第14回「不眠症、マニュアル、そしてオレンジジュース」 - ソヨン役[3]
- 日差しに向かって（1999年、MBC） - イ・ヨンヒ役
- トギ（2000年、SBS） - チョン・グィドク役
- 彼女の家（2001年、MBC） - パク・ヨンチェ役
- 商道（2001年、MBC） - パク・タニョン役
- ガラスの靴（2002年、SBS） - キム・ユニ（イ･ソヌ）役
- 波乱万丈〜Missキムの10億作り〜（2004年、SBS） - キム・ウンジェ役
- 名家の娘ソヒ（2004年-2005年、SBS） - チェ・ソヒ役
- 百万長者と結婚する方法（2005年、SBS） - ハン・ウニョン役
- インスンはきれいだ（2007年、KBS） - パク・インスン役
- 花より男子〜Boys Over Flowers（2009年、KBS)  - ク・ジュニ役
- パートナー（2009年、KBS） - カン・ウノ役
- きらきら光る（2011年、MBC） - ハン・ジョンウォン役
- 愛の贈りもの～My Blessed Mom～（2012年、SBS） - キム・ヨンジュ役
- 花たちの戦い〜宮中残酷史〜（2013年、JTBC） - ヤムジョン役
- 私たち、恋してる（2015年、JTBC） - キム・ヒョンジュ役（女優キム・ヒョンジュ役でカメオ出演）
- 家族なのにどうして? （2014年、KBS） - チャ・ガンシム役
- 愛人がいます（2015年、SBS） - ト・ヘガン、トッコ・ヨンギ役 (一人二役)
- ファンタスティック（2016年、JTBC） - イ・ソヘ役
- 私たちが出会った奇跡（2018年、KBS） - ソン・ヘジン役
- ウォッチャー 不正捜査官たちの真実（2019年、OCN） - ハン・テジュ役
- アンダーカバー（2021年、JTBC） - チェ・ヨンス役
- 地獄が呼んでいる（2021年、Netflix） - ミン・ヘジン役
- 車輪（2022年、SBS） - キム・ヘジュ役[4]

### 映画
- クリスマスに雪が降れば（1998年、韓国） - イ・ソンヒ
- ホワイトクリスマス 恋しくて、逢いたくて（1999年、韓国） - ユン・スジン
- スター・ランナー（2003年、香港） - 金美嬌
- シンソッキ・ブルース（2004年、韓国） - ソ・ジニョン
- 視線の向こうに（2011年、韓国） - ヒジュ
- JUNG_E/ジョンイ（2023年、韓国）- ジョンイ

## 受賞歴
- 1998年 SBS演技大賞 新人賞(愛してる　愛してる)
- 1998年 MBC演技大賞 新人賞
- 2000 SBS演技大賞 優秀賞 (トギ)
- 2001 MBC演技大賞 テレビ部門優秀賞 (彼女の家)
- 2002 SBS演技大賞 特別企画優秀賞 (ガラスの靴)
- 2002 SBS演技大賞 10大スター賞 (ガラスの靴)
- 2004 SBS演技大賞 ミニシリーズ優秀賞 (波乱万丈ミスキムの10億作り)
- 2004 SBS演技大賞 10大スター賞 (波乱万丈ミスキムの10億作り)
- 2005 SBS演技大賞 10大スター賞 (百万長者と結婚する方法) - この年の司会を務めた。
- 2007 KBS演技大賞 最優秀演技賞 (インスンはきれいだ)
- 2011 MBC演技大賞 最優秀演技賞 (キラキラ光る)
- 2014 KBS演技大賞 最優秀演技賞 (家族なのにどうして)
- 2014 KBS演技大賞 ベストカップル賞 (家族なのにどうして)
- 2015 APANドラマアワード 最優秀演技賞 (愛人がいます)
- 2015 SBS演技大賞 最優秀演技賞 (愛人がいます)
- 2015 SBS演技大賞 ベストカップル賞 (愛人がいます)
- 2015 SBS演技大賞 10大スター賞、ネズチン賞 (愛人がいます) - ネズチン賞は10大スター賞10名の中から1人選ばれる。